# 헨리 테일러

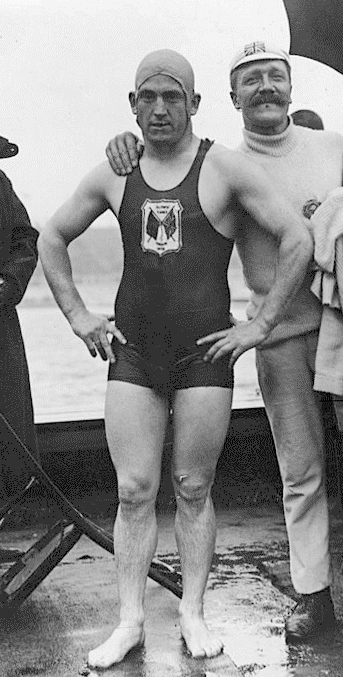

헨리 테일러(Henry Taylor, 1885년 3월 17일 – 1951년 2월 28일)는 1906년부터 1920년까지 4번의 하계 올림픽에서 영국을 대표한 영국의 수영 선수였다. 테일러는 제1차 세계 대전 동안 영국 왕립 해군에서 복무했으며 1926년까지 계속해서 수영 경기에 출전했다. 은퇴한 후 재산은 쇠퇴했고 그는 무일푼으로 사망했다. 한 올림픽 게임에서 3개의 금메달을 획득한 그의 기록은 영국인 중 최다 기록이며 2008년 사이클 선수 크리스 호이와 동급이 될 때까지 100년 동안 이어졌다. 미국의 멜 셰퍼드와 함께 올림픽 메달 수를 기록한 그는 1908년 올림픽에서 가장 성공적인 선수였다.

## 같이 보기
- 올림픽 수영 남자 메달리스트 목록
- 수영 자유형 400m 세계 기록 추이
- 수영 자유형 800m 세계 기록 추이
- 수영 자유형 1500m 세계 기록 추이
- 수영 계영 800m 세계 기록 추이